# Diego de Covarrubias y Leiva
Diego de Covarrubias y Leiva (Toledo, 25 luglio 1512 – Madrid, 27 settembre 1577) è stato un giurista, politico e arcivescovo spagnolo.

## Biografia

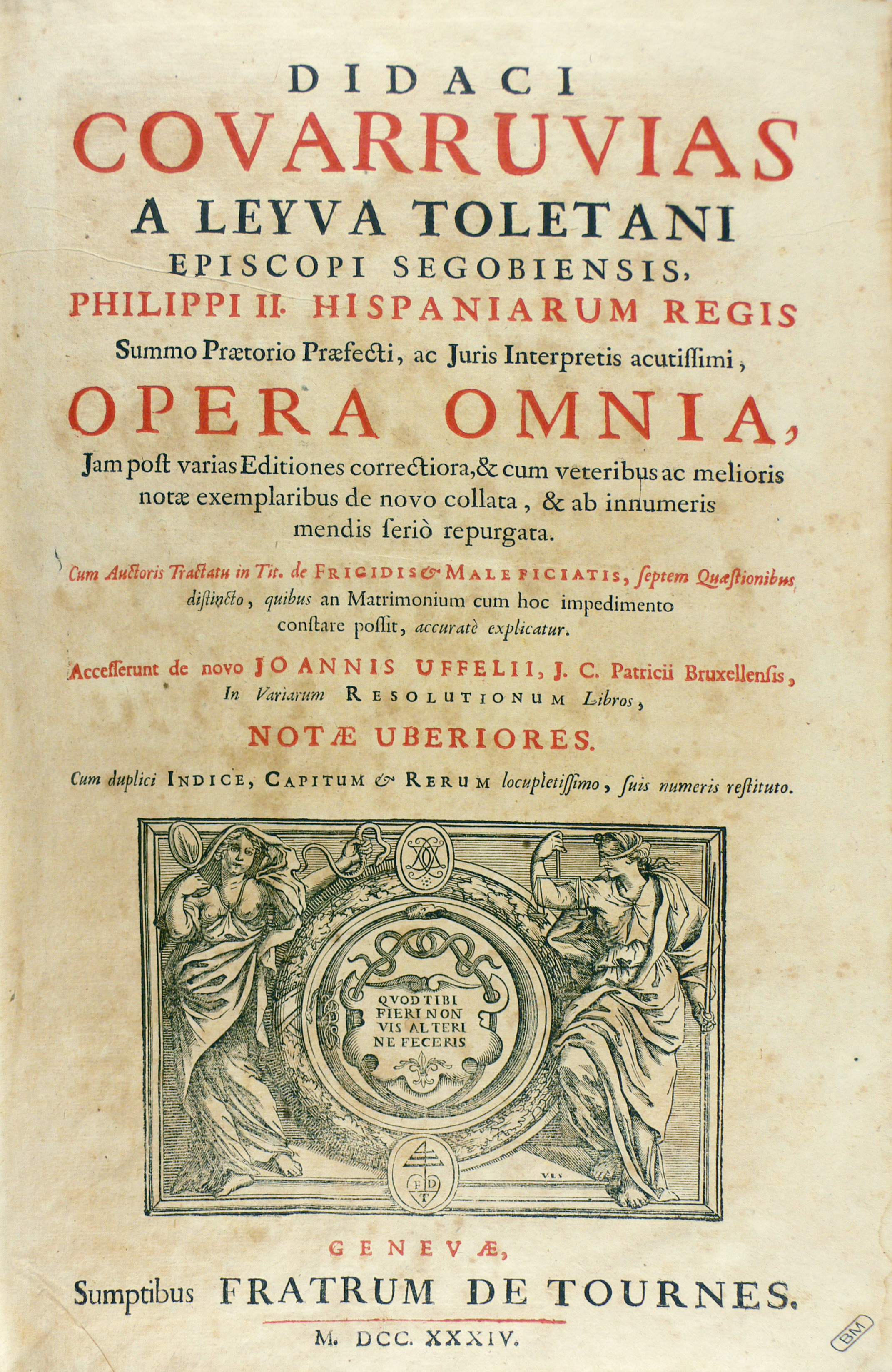
Opera omnia, 1734
(Fondazione Mansutti, Milano).

Studiò all'Università di Salamanca, negli stessi anni di Domingo Báñez e Tomás de Mercado, dove ebbe come docente il canonista Martín de Azpilcueta. Fin da giovane riuscì a ottenere la cattedra di diritto canonico nella stessa università, per poi passare al Collegio di Oviedo nel 1538. Soprannominato il Bartolo spagnolo (in latino Bartholus Hispanicus), in riferimento a Bartolo da Sassoferrato, è considerato uno dei principali giuristi della sua epoca. Nel 1549 Carlo V lo nominò vescovo di Santo Domingo nel Nuovo Mondo, dove però non prese mai sede di persona. Partecipò al Concilio di Trento con Fernando Vázquez de Menchaca e con il cardinale Ugo Buoncompagni, con cui lavorava ai decreti De reformatione.  
Tornato in Spagna, gli venne affidata la diocesi di Segovia. In seguito ottenne importanti incarichi reali, tra cui la presidenza del Consiglio di Castiglia. Le sue opere principali sono Practicae quaestiones (1556) e Variae resolutiones ex jure pontificio, regio et caesareo (1557). 

## Genealogia episcopale
La genealogia episcopale è:
- Vescovo Francisco Mendoza
- Arcivescovo Fernando de Valdés y Salas
- Arcivescovo Diego de Covarrubias y Leiva

## Opere
- (LA) [Opere], vol. 1, Venezia, Girolamo Scoto, eredi, 1604.